# 아노말로카리스
아노말로카리스(Anomalocaris, "이상한 새우")는 절지동물과 가까운 관계인 것으로 여겨지는 아노말로카리스과의 멸종한 한 속이다. 최초의 아노말로카리스 화석은 조셉 프레데릭 화이트이브스가 오기기옵시스 셰일에서 발견했고, 이후 찰스 둘리틀 월컷이 그 유명한 버제스 셰일에서 더욱 많은 화석 표본을 발굴했다. 원래 여러 부분이 (입, 부속지, 그리고 꼬리) 따로 발견되어서 세 종류의 별개의 생물로 여겼으나 해리 휘팅턴과 데릭 브릭스가 1985년에 잘못된 해석을 바로잡았다.
Lerosy-Aubril & Pates(2018)의 부록 자료에 나와있는 크기 추산법에 의하면, 아노말로카리스는 부속지와 꼬리를 제외하면 약 38cm까지 자랄 수 있던 것으로 보인다. 부속지와 꼬리를 다 합하면, 최대 길이는 약 65cm가 나온다.

## 해부 구조

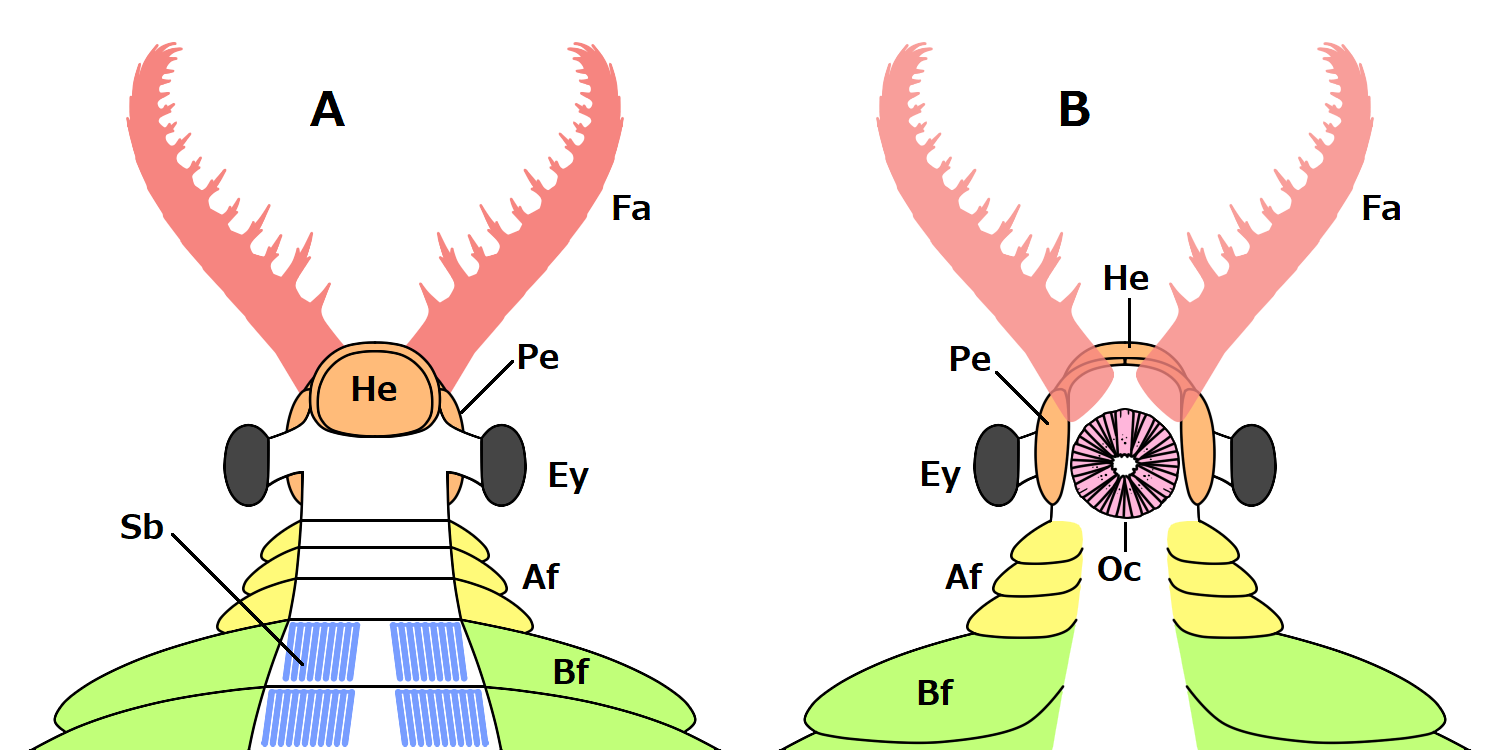
아노말로카리스 신체 구조의 묘사도. A는 위에서 내려다본 모습, B는 아래에서 올려다본 모습이다. Fa=부속지. He=H 갑각. Pe=P 갑각. Ey=눈. Oc=구강원뿔. Af=앞쪽 지느러미. Bf=몸통 지느러미. Sb=아가미.

아노말로카리스를 비롯한 라디오돈트의 머리에는 하나의 H 갑각이 중앙에, 두 개의 P 갑각이 양 옆에 붙어있다. 입은 방사형의 구강원뿔(oral cone)로, 삼방사대칭형이다. 라디오돈트의 구강원뿔은 여러 개의 판이 방사상으로 모여 이루어졌는데, 아노말로카리스는 이 판들 중 세 개가 유달리 크다. 세 개의 큰 판 사이로 중간 크기의 판이 몇 개 나 있고, 그 사이로 또 작은 판들이 여럿 나 구강원뿔을 완성시킨다. 다수의 판 표면에는 오돌도톨한 돌기가 나 있다.
아노말로카리스의 머리에 난 두 개의 기다란 촉수같이 보이는 것은 부속지이다. 하나의 부속지는 14개의 마디로 나뉘고, 각 마디에는 가시가 아래로 나 있다. 가시 위에도 또 가시들이 앞쪽과 뒤쪽으로 나 있다.
2011년에 호주 캥거루섬의 에뮤 베이 셰일에서 캄브리아기 (5억 1500만 년 전)의 겹눈 화석 여섯 개가 발견되었다. 이 눈은 아노말로카리스에 속하는 눈으로는 처음 발견된 것으로 사람들이 생각하던 것처럼 아노말로카리스가 절지동물과 가까운 관계라는 것을 증명해 주었다. 또한 이 발견은 ‘피아식별 및 여러 환경을 인지하는’ 절지동물의 눈이 매우 일찍, 마디가 있는 다리나 단단한 외골격보다 먼저 진화했다는 것을 의미한다. 이 눈은 동시대의 동물 중 가장 발달한 눈을 가지고 있었다고 여겼던 삼엽충의 눈보다 30배나 강력하다. 낱눈 30,000개를 가진 3 cm 크기의 겹눈은 각각의 눈에 28,000개의 낱눈을 가진 현생 잠자리와 비견될 만한 성능을 가지고 있었을 것이다.
아노말로카리스는 몸의 양 측면에 있는 유연한 지느러미들을 이용해서 물 속을 헤엄쳐 다녔다. 각각의 지느러미는 뒷부분이 다른 지느러미의 아래로 포개지는 형태이며, 이런 구조로 인해 몸의 양 측면의 지느러미들이 하나의 큰 지느러미처럼 기능하며 효율적으로 헤엄을 칠 수 있게 해준다. 원격조종이 가능한 모형을 만들어 시험해 보자 아노말로카리스의 헤엄치는 방식이 가장 안정적이라는 것이 밝혀졌다.
몸통은 세번째외 다섯번째 엽 사이에서 가장 넓으며 뒤쪽으로 갈수록 좁아진다. 최소한 11개 이상의 엽을 가지고 있다. 꼬리 가까이에서는 엽을 구분하기가 힘들어서 정확한 개수를 세기가 어렵다. 아노말로카리스는 큰 머리를 가지고 있고, 눈자루 끝에 달린 커다란 겹눈은 16,000 개의 낱눈으로 구성되어 있으며, 특이한 원판 모양의 입을 가지고 있다. 입은 네 개의 큰 판과 28 개의 작은 판이 겹쳐진 파인애플 고리처럼 생겼는데, 중심부 쪽에는 톱니같은 것이 튀어나와 있다. 먹잇감을 부수기 위해 입을 다물 수 있었지만, 완전히 닫히지는 않고, 톱니 형태의 이빨은 식도의 체벽까지 계속 나 있다. 꼬리는 크고 부채 모양이며, 근래의 연구에서는 방향을 조절하는 데에 쓰였을 것으로 본다. 아가미였던 것으로 보이는 겹겹의 주름이 각 엽의 위쪽에 붙어 있다.
중국에서 발견된 아노말로카리스의 일종이라 여겨지는 표본 ELRC 20001에는, 꼬리 끝에 한 쌍의 긴 구조물이 나 있다.

## 발견

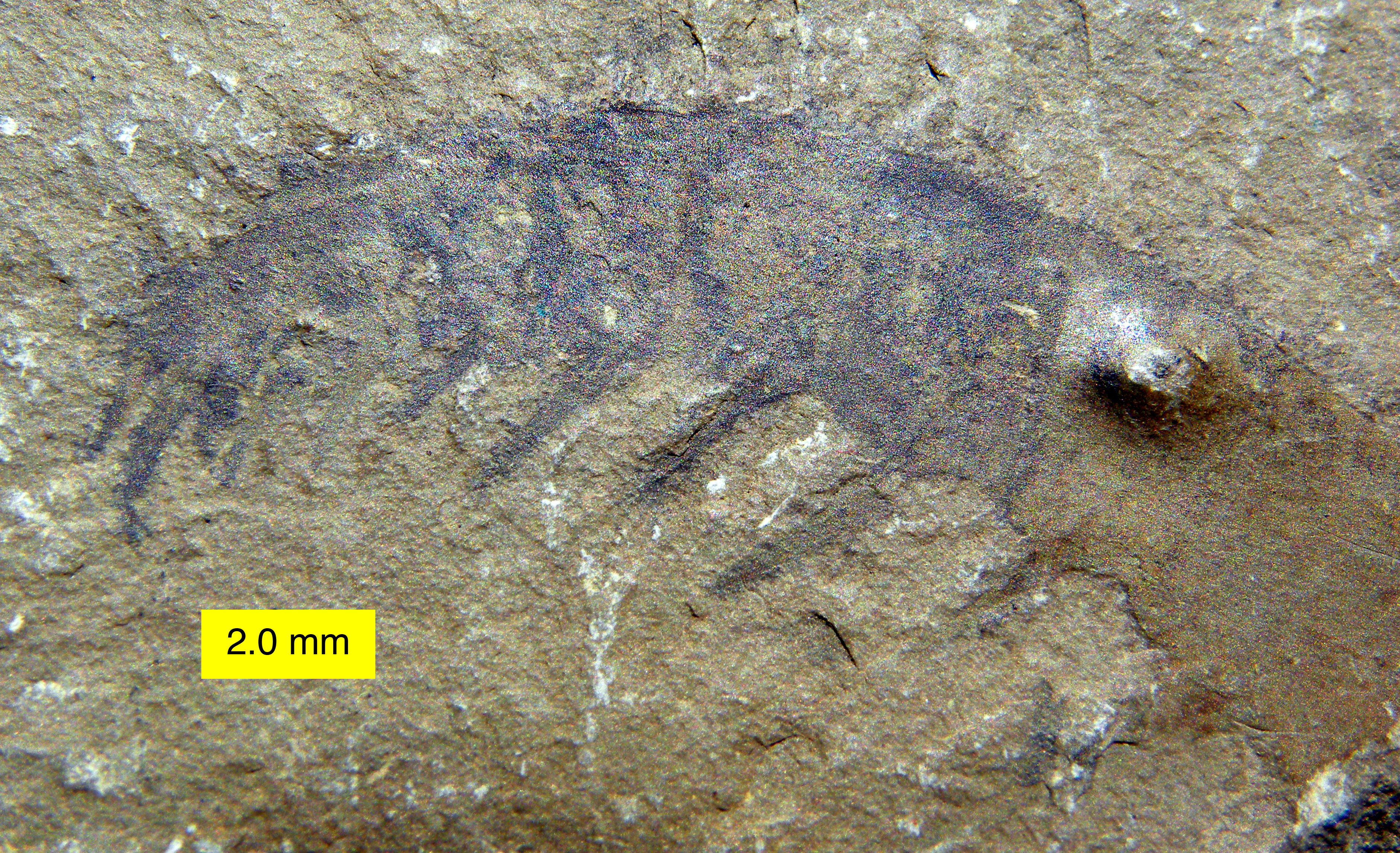
캐나다 브리티시 콜럼비아의 필드 부근, 중기 캄브리아기의 스티븐 산 삼엽충 층리에서 발견된 아노말로카리스의 부속지.

아노말로카리스는 수 차례 잘못 분류되었다. 그 이유 중 하나는 아노말로카리스의 몸에 광물질화된 부분과 그렇지 않은 부분이 뒤섞여 있었기 때문이다. 입과 부속지는 다른 부드러운 부분들보다 단단하여 쉽게 화석화된다. ‘아노말로카리스’라는 이름은 따로 떨어져 발견된 부속지가 멸종한 갑각류의 일종인 엽하류(Phyllocarid)와 비슷한 것을 보고 1892년에 조셉 프레데릭 화이트이브스가 갑각류 비슷한 동물로 기재한 데에서 왔다. 아노말로카리스과의 입 화석은 찰스 둘리틀 월컷이 발견했는데, 월컷은 이것을 해파리로 생각하고 페이토이아(Peytoia)라는 속으로 분류하였다. 월콧은 두 번째 부속지를 발견했으나 화이트이브스가 발견한 것과 유사하다는 것을 인지하지 못하고 멸종한 시드네이아(Sydneyia)의 다리, 혹은 꼬리로 생각했다. 몸통 역시 따로 발견되어 라가니아(Laggania)라는 이름의 해면동물로 분류되었다. 이후 몸통과 입이 같이 발견되었는데, 발견자인 사이먼 콘웨이 모리스는 몸통과 관련 없는 페이토이아가 우연히 라가니아와 겹쳐져 보존된 것으로 해석했다. 후에 관련이 없다고 생각했던 표본을 처리하다가 해리 B 휘팅턴이 위에 덮여 있는 암석 부위를 제거하자 새우의 꼬리로 생각한 것과 해파리로 여겼던 것이 온전히 하나로 이어져 있다는 것을 발견했다. 휘팅턴은 두 종을 하나로 연결시켰으나 몇 년이 더 흐른 후에야 페이토이아, 라가니아, 그리고 부속지가 모두 연결되어 거대한 동물 하나가 된다는 것을 깨달았다. 페이토이아가 가장 먼저 명명되었기 때문에 전체 동물을 가리키는 유효한 이름이 되었다. 하지만 제일 처음 발견된 부속지는 페이토이아 및 라가니아와는 구별되는 더 큰 종의 일부였기 때문에 아노말로카리스라는 이름을 유지하게 되었다.
스티븐 제이 굴드는 아노말로카리스를 캄브리아기에 훨씬 다양한 동물 문이 존재했다는 증거라고 보았으며 (굴드의 책 생명 그 경이로움에 대하여에 자세히 설명이 나와있다). 허나 다른 고생물학자들이 굴드의 결론에 반박하기도 했다.
과거에는 아노말로카리스속 내에 여러 종이 있는 것으로 여겨졌으나, 현재는 대부분 다른 라디오돈트인 것으로 생각된다. 사론종(A. saron) 및 마그나바시스종(A. magnabasis)은 현재 호우카리스(Houcaris)라는 별개의 속으로 분류된다. 미국의 펜실바니카종(A. pennsylvanica)은 레니시카리스(Lenisicaris)라는 속으로 분류된다. 브릭시종(A. briggsi)은 아노말로카리스가 아닌 타미시오카리스과(Tamisiocarididae)의 일종으로 여겨지나, 아직 재동정하는 연구는 발표되지 않았다.
아노말로카리스속 내에서 명명된 종은 모식종 카나덴시스종(A.canadensis) 하나만이 인정된다. 그 외에도 과거 사론종의 몸통 화석으로 여겨진 표본 ELRC 20001이 아노말로카리스의 또다른 종으로 여겨지기도 한다. 카나덴시스종과 유사한 호주의 아노말로카리스(A. cf. canadensis) 역시 다른 종일 가능성이 있다.

## 생태

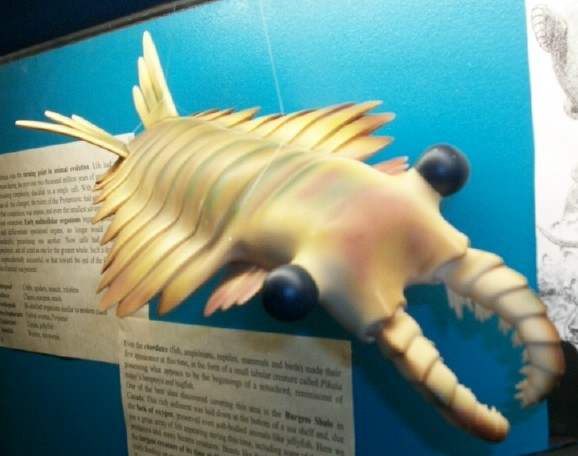
호주 캔버라 국립 공룡 박물관의 아노말로카리스 모형.

캄브리아기의 바다에서 아노말로카리스는 전지구적으로 분포했으며 캐나다, 중국, 미국, 그리고 호주의 캄브리아기 전기 및 중기 퇴적층에서 발견된다.
아노말로카리스는 삼엽충을 포함하여 단단한 몸을 가진 동물들을 잡아먹고 살았다고 보는 견해가 있었다. 소화기관으로 보면 포식자였던 것으로 생각되지만 광물질화된 껍질을 부술 수 있었는지는 최근에 회의적인 연구가 많다. 캄브리아기의 삼엽충 중 어떤 것에서는 둥글거나 W 자 모양의 "물린" 자국이 발견되는데 이것은 아노말로카리스의 입 모양과 일치하는 것으로 생각되었다.
아노말로카리스가 삼엽충을 먹었다는 강력한 증거는 [[에서 나오는데, 삼엽충 조각이 들어있으며 당시의 동물 중에서는 아노말로카리스과의 동물만이 만들 수 있을 정도로 큰 분화석이 발견된다. 하지만 아노말로카리스는 광물질로 이루어진 조직을 가지고 있지 않기 때문에 삼엽충의 단단하고 석회질로 이루어진 껍질을 뚫을 수 없었을 수 있다. 대신 이런 분화석은 다른 동물, 예를 들어 삼엽충에 의해 만들어진 것일 수도 있다.
한 가지 가능성은 아노말로카리스가 먹이의 한 쪽 끝을 입으로 물고 부속지로 다른쪽 끝을 빠르게 흔드는 것이다. 이렇게 하면 절지동물 큐티클 층의 약한 부분에 힘이 가해져 외골격이 부서지고 아노말로카리스가 먹이가 되는 동물의 내부에 접근할 수 있게 된다. 이런 행동 때문에 삼엽충이 몸을 동그랗게 마는 선택압을 받았을 수도 있다. 하지만 아노말로카리스의 입 부분에 닳은 흔적이 없다는 것은 광물질화 된 삼엽충의 외골격과 지속적인 접촉이 없었다는 것을 의미한다. 아노말로카리스의 입 부분을 컴퓨터로 모델링해보자 이것이 사실은 작고 부드러운 몸을 가진 동물을 흡입하는 데 더 알맞았으리라는 (그리고 삼엽충의 여러 상처와는 관계가 없으리라는) 결과가 나왔다.

## 같이 보기
- 8564 아노말로카리스, 아노말로카리스의 이름을 따서 명명된 소행성
- 아노말로카리스과, 아노말로카리스가 속한 분류군
- 캄브리아기 대폭발
- 오파비니아